# 알베르토 2세 델라 스칼라
알베르토 2세 델라 스칼라(Alberto II della Scala, 1306년 – 1352년 9월 13일)는 1329년부터 사망할때까지의 베로나의 군주이다. 그는 북부 이탈리아의 유명한 스칼라 가 출신이다.
그는 알보이노 1세 델라 스칼라와 베아트리체 다 코레조(Beatrice da Correggio)의 아들이다. 그는 형제인 마스티노 2세와 함께 1351년까지 공동 통치를 해왔다. 그는 1338년에 파도바, 1339년에 벨루노와 펠트레를 상실하고 말았다.
1352년 베로나에서 사망 후, 마스티노의 아들들에게 자리가 물려졌다.
| 이전 칸그란데 1세 델라 스칼라 | 베로나와 비첸차의 군주 마스티노 2세와 공동 통치 (1351년까지) 1329년–1352년 | 이후 칸그란데 2세 델라 스칼라 |
| 이전 칸그란데 1세 델라 스칼라 | 파도바의 군주 마스티노 2세와 공동 통치 1329년–1337년                       | 이후 마르실리오 다 카라라     |